# Jean Dréville
Jean François Alexandre Dréville (Vitry-sur-Seine, 20 settembre 1906 – Vallangoujard, 5 marzo 1997) è stato un regista francese.
Ha diretto una quarantina di film tra il 1928 e il 1969.

## Biografia
Proveniente dall'ambiente della fotografia e della grafica, gira il primo film nel 1928, il cortometraggio documentario Autour de L'Argent, sulla lavorazione de Il denaro, di Marcel L'Herbier.
Nel 1932 esordisce nel lungometraggio con il musical Pomme d'amour. Il dramma La ferme du pendu (1945) è considerato uno dei migliori film francesi del decennio. Dréville raggiunge il successo popolare nel 1948 con La battaglia per la bomba atomica, coproduzione franco-norvegese, co-diretta col regista Titus Vibe-Müller, che ricostruisce i sabotaggi messi in atto contro l'obiettivo tedesco di costruire la bomba atomica.
Nell'ultima parte della carriera si dedica prevalentemente alla commedia.

## Filmografia
- Autour de L'Argent - cortometraggio (1928)
- Physiopolis - cortometraggio (1930)
- Pomme d'amour (1932)
- Un uomo d'oro (Un homme en or) (1934)
- Le buone intenzioni (Touche-à-Tout) (1935)
- Un colpo di vento (1936)
- Scacco alla regina (Le Joueur d'échecs) (1938)
- L'ultima chimera (Le président Haudecoeur) (1940)
- La ferme du pendu (1945)
- La gabbia degli usignoli (La cage aux rossignols) (1945)
- Il signor alibi (Copie conforme) (1947)
- La battaglia per la bomba atomica (Kampen om tungtvannet) (1948)
- Gli scocciatori (Les casse-pieds) (1948)
- Le Retour de René e Le Retour de Louis, episodi del film Ritorna la vita (Retour à la vie) (1949)
- La pigrizia, episodio del film I sette peccati capitali (1952)
- Orizzonti senza fine (Horizons sans fin) (1953)
- La regina Margot (La reine Margot) (1954)
- Scalo a Orly (Escale à Orly) (1955)
- I terroristi della metropoli (Les suspects) (1957)
- La Fayette - Una spada per due bandiere (Lafayette) (1961)